# Honigler
Honigler ist eine sehr alte Weißweinsorte, die – voll ausgereift – sehr hohe Zuckergrade erreichen kann. Ihr Ursprung dürfte in Ungarn oder auf dem Balkan liegen. 

## Abstammung, Herkunft
Die Abstammung ist noch nicht geklärt. Im Jahr 2009 durchgeführte DNA-Analyse und morphologische Ähnlichkeiten deuten auf eine mögliche enge Verwandtschaft mit der österreichischen Sorte Roter Veltliner, eine eindeutige Bestimmung steht aber noch aus. Von diesen Autoren wird die Sorte unter dem Namen Mézes Fehér geführt.
Der Namensteil „Honig“ bezieht sich wahrscheinlich auf den in der Regel hohen Zuckergehalt der Trauben. 
Die Sorte Honigler (Mézes Fehér) war Kreuzungspartner bei der interspezifischen Neuzüchtung Lakhegyi Mézes (Honigler x Eger 2).

## Verbreitung
Die Rebe war früher in Mitteleuropa verbreitet, ist hier heute aber weitgehend verschwunden. In Ostösterreich, Ungarn und etwas häufiger auf dem Balkan sind Weinberge mit dieser Sorte zu finden.

## Eigenschaften
Die früh reifende, starkwachsende, ertragreiche Rebe ist gut widerstandsfähig gegen Trockenheit, empfindlich gegen Winterfrost, sowie anfällig für Botrytis und beide Mehltauarten.

## Synonyme
Ag Medoviy, Alfoeldi Feher, Alfoeldi Szoeloe, Alfoelditraube Weiss, Aprofer, Aranyka, Aranyka Sarga, Batai, Bela, Bela Ekrugla Ranka, Bela Okrugla Raenka, Bela Okruglas, Bele Okruglo, Beli Medenac, Beli Medenatz, Belo Medeno, Belyi Medimak, Bianca Rotonda Precoce, Biela Medenac, Bieli Medenac, Bousquet Precoce, Budai Feher, Budinski Medovec, Duennschaelige, Dulce Mieros, Dulee Mieros, Ekrugla Ranka, Frinkesch, Füger, Goldtraube, Gonigler, Honigler Bianco, Honigler Blanc, Honigler In Bfe, Honigler Weisser, Honigtraube, Honigtraube Weisse, Jeltii Vinograd, Kruglo, Kruglo Petlina, Langstingler, Magdalena Fruhe Weisse, Margareta, Margeta, Margit, Marqareta, Medenac Beli, Medovec, Medovet, Medovets, Medovyi Belyi, Medovyj Belyj, Mezco, Mezedes, Mezes, Mezes Blanc, Mezes Edes, Mezes Feher, Mezes Feherszoeloe, Mezesfeher, Mezesieher, Mezesszoeloe, Precoce Bousquet, Qoniqler, Rakszoeloe, Ranka, Sarfeher, Sarfejer, Sarga Margit, Sarga Szoeloe, Sargaszoeloe, Sari Uezuem, Silberweiß, Sperlin, Szagos Sarfeher, Tantovina, Topol, White Honney Grape, Zandler, Zheltyi Vinograd, Zheltyj Vinograd, Zsige.